# Диківська волость
Диківська волость — адміністративно-територіальна одиниця Олександрійського повіту Херсонської губернії.
Станом на 1886 рік — складалася з 1 поселення, 1 сільської громади. Населення — 3765 осіб (1871 осіб чоловічої статі та 1894 — жіночої), 758 дворових господарств.
|                     | Площа, десятин | У тому числі орної, дес. |
| ------------------- | -------------- | ------------------------ |
| Сільських громад    | 7191           | 4914                     |
| Приватної власності | —              | —                        |
| Казенної власності  | 436            | 143                      |
| Іншої власності     | 86             | 50                       |
| Загалом             | 7713           | 5109                     |

Єдине поселення волості:
- Диківка — село при річці Інгулець за 20 верст від повітового міста, 3765 осіб, 758 дворів, православна церква, школа, 2 лавки, 3 ярмарки: Олексіївський (17 березня), Прокопівський (8 липня) та Фомін (6 жовтня), базари через 2 тижні.